# Yohansson Nascimento
Yohansson do Nascimento Ferreira (Maceió, 25 de setembro de 1987) é um atleta paralímpico brasileiro da classe T46, para amputados de membros superiores. Possui cinco medalhas em Jogos Paralímpicos, sendo a principal delas a medalha de ouro nos Jogos Paralímpicos de Verão de 2012 em Londres, nos 200m. A medalha mais recente foi um bronze nos Jogos Paralímpicos de Verão de 2016 no Rio de Janeiro, representando seu país nos 100m.

## Biografia
Yohansson do Nascimento Ferreira nasceu em 25 de setembro de 1987, em Maceió, capital do estado brasileiro de Alagoas. Filho de Francisca Nascimento e de Claudio Ferreira, nasceu sem as duas mãos, devido à rubéola contraída por sua mãe durante a gravidez. Conheceu o atletismo apenas aos 17 anos, convidado pela Técnica Walquiria Campelo, em um ônibus em sua cidade-natal. Seu nome é uma homenagem de seus pais ao piloto sueco de Fórmula 1 Stefan Johansson.
"A mensagem que eu passo para os pais que tem filhos com deficiências semelhantes a do Yohansson é que não olhem para isso, tentem levar a vida da forma mais normal possível e aproveitem as qualidades de seus filhos. (...) Tratem seus filhos com muito amor, respeito e os ensinem o caminho certo, que tudo vai dar certo", finaliza o pai campeão.

## Carreira

### Início
Os Jogos Parapan-Americanos do Rio de Janeiro, em 2007, marcaram a primeira competição internacional em que Yohansson se destacou pela Seleção Brasileira. Ele deixou a capital fluminense com três medalhas de ouro - nos 100m, 200m e 400m. No ano seguinte, o alagoano disputou os Jogos Paralímpicos de Pequim-2008. Ao lado de Alan Fonteles de Oliveira, André Luiz Oliveira e Claudemir Santos, faturou a medalha de prata no revezamento 4x100m T42-46. Foi ainda bronze nos 100m T46. 
Três anos mais tarde, consolidou-se como um dos principais velocistas do mundo em sua classe. No Mundial Paralímpico de Atletismo de 2011, em Christchurch, na Nova Zelândia, conquistou três medalhas: foi campeão dos 100m, com o tempo de 11s01, prata nos 200m, e bronze no revezamento 4x100m T42-46. Chegou desta maneira como um dos grandes favoritos a medalhas nos Jogos Paralímpicos de Londres, em 2012. 

### Londres-2012
Em sua primeira prova nos Jogos Paralímpicos de Londres-2012, Yohansson correspondeu às expectativas e ficou com a medalha de ouro nos 200m, com o tempo de 22s05. O atleta seguiu sua campanha vitoriosa na Paralimpíada britânica com o segundo lugar e a prata nos 400m, que percorreu em 49s21.
Yohansson era favorito à conquista da medalha de ouro nos 100m, tendo quebrado o recorde mundial da distância na semifinal. Contudo, logo na largada da disputa final ele rompeu o músculo do quadríceps da perna direita. Chorando, Yohansson percorreu a distância e cruzou a linha de chegada depois dos rivais, mas aplaudido pelo público do Estádio Olímpico de Londres. 

### Rio-2016
No caminho para os Jogos Paralímpicos do Rio-2016, Yohansson conquistou diversas medalhas em Campeonatos Mundiais. Em Lyon-2013, ele ficou com o ouro novamente nos 200m, além de uma prata no revezamento 4x100m T42-46 e bronze nos 100m. Dois anos mais tarde, no Mundial de Doha-2015, ele faturou o título dos 200m pela segunda vez consecutiva e foi medalhista de prata nos 0,1km. 
Nos Jogos do Rio, no entanto, os 200m da classe T47 não foram incluídos no programa de provas do atletismo. Mesmo assim, Yohansson fez a sua melhor marca pessoal nos 100m, com 10s75, e ficou com a medalha de bronze. Nesta prova, ele foi superado pelo compatriota Petrúcio Ferreira, que estabeleceu o novo recorde mundial da prova (10s57), e pelo polonês Michal Derus. Yohansson ainda obteve a medalha de prata no revezamento 4x100m T42-47, ao lado de Petrúcio, Alan Fonteles e Renato Nunes. 

### Pequim-2022
Nos Jogos Parapan-Americanos em Lima, no Peru, em 2021, Yohansson Nascimento conquistou a medalha de prata nos 100m rasos.

## Vida pessoal
Após vencer sua primeira prova nos Jogos Paralímpicos de Londres-2012, os 200m, com o tempo de 22s05, Yohansson surpreendeu o mundo e mostrou um cartaz em que pedia sua então namorada, Thalita, em casamento.